# 三浦覚一
三浦 覚一（覺一、みうら かくいち、1870年6月26日（明治3年5月28日）- 1930年（昭和5年）1月31日）は、明治後期から昭和初期の水産技術者、漁業家、政治家。衆議院議員。

## 経歴
豊後国大野郡、のちの大分県大野郡赤嶺村（三重村、三重町を経て現豊後大野市三重町赤嶺）で、三浦喬三の長男として生まれる。1891年（明治24年）法律を学ぶため上京したが、村田保と面会すると日本の水産業振興の重要性を説かれ、水産伝習所（のち東京水産大学、現東京海洋大学）に入学した。1894年（明治27年）水産伝習所を卒業。北海道に渡り水産業の視察、研修を行う。
1896年（明治29年）に帰郷し、大分県庁に入庁して大分県技手、同県水産試験場長、同水産試験業技師、大分県技師、勧業課長などを歴任し、水産業、特に遠洋漁業の振興に尽力した。1906年（明治39年）県庁を退職し、会社を設立して朝鮮近海などの遠洋漁業に従事した。その他、中外証券信託取締役、東北水産取締役、日本耐酸塗料取締役などを務めた。
1907年（明治40年）立憲政友会に入党。1908年（明治41年）5月、第10回衆議院議員総選挙（大分県郡部、立憲政友会）で初当選。1912年（明治45年）5月の第11回総選挙（大分県郡部、立憲政友会）では次点で落選したが、秋本豊之進の辞職に伴い1913年（大正2年）2月8日に繰上補充となり、衆議院議員に2期在任した。その間、大分港修築、日豊本線・豊肥本線の実現に尽力した。
1930年1月、病のため東京で死去した。

## 国政選挙歴
- 第10回衆議院議員総選挙（大分県郡部、1908年5月、立憲政友会）当選[5]
- 第11回衆議院議員総選挙（大分県郡部、1912年5月、立憲政友会）次点落選[5]。のち繰上補充。
- 第15回衆議院議員総選挙（大分県第4区、1924年5月、立憲政友会公認）次点落選[8]